# Gzuz/Diskografie
Diese Diskografie ist eine Übersicht über die musikalischen Werke des deutschen Rappers Gzuz. Den Schallplattenauszeichnungen zufolge hat er bisher mehr als 8,3 Millionen Tonträger verkauft, davon alleine in seiner Heimat über 8,3 Millionen und gehört somit zu den Interpreten mit den meisten verkauften Tonträgern in Deutschland. Seine erfolgreichste Veröffentlichung ist die Single Kokain mit über 615.000 verkauften Einheiten.

## Alben

### Studioalben
| Jahr | Titel Musiklabel                    | Höchstplatzierung, Gesamtwochen, AuszeichnungChartplatzierungen (Jahr, Titel, Musiklabel, Platzierungen, Wochen, Auszeichnungen, Anmerkungen) | Höchstplatzierung, Gesamtwochen, AuszeichnungChartplatzierungen (Jahr, Titel, Musiklabel, Platzierungen, Wochen, Auszeichnungen, Anmerkungen) | Höchstplatzierung, Gesamtwochen, AuszeichnungChartplatzierungen (Jahr, Titel, Musiklabel, Platzierungen, Wochen, Auszeichnungen, Anmerkungen) | Anmerkungen                                               |
| Jahr | Titel Musiklabel                    | DE | AT | CH | Anmerkungen                                               |
| ---- | ----------------------------------- | --- | --- | --- | --------------------------------------------------------- |
| 2015 | Ebbe & Flut Auf!Keinen!Fall! (UMG)  | DE2 Platin · (15 Wo.)DE | AT8 (2 Wo.)AT | CH4 (3 Wo.)CH | Erstveröffentlichung: 9. Oktober 2015 Verkäufe: + 200.000 |
| 2018 | Wolke 7 Vertigo Berlin (UMG)        | DE1 Gold · (46 Wo.)DE | AT2 (47 Wo.)AT | CH2 (12 Wo.)CH | Erstveröffentlichung: 25. Mai 2018 Verkäufe: + 100.000    |
| 2020 | Gzuz Vertigo Berlin (UMG)           | DE1 (24 Wo.)DE | AT1 (29 Wo.)AT | CH2 (12 Wo.)CH | Erstveröffentlichung: 14. Februar 2020                    |
| 2022 | Große Freiheit Vertigo Berlin (UMG) | DE1 (10 Wo.)DE | AT2 (9 Wo.)AT | CH2 (5 Wo.)CH | Erstveröffentlichung: 13. Januar 2022                     |
| 2024 | Freitag der 13. Chapter One (UMG)   | DE2 (8 Wo.)DE | AT2 (5 Wo.)AT | CH2 (5 Wo.)CH | Erstveröffentlichung: 13. Juni 2024                       |
| 2025 | Scherbenhaus Chapter One (UMG)      | DE1 (… Wo.)DE | AT1 (… Wo.)AT | CH4 (… Wo.)CH | Erstveröffentlichung: 24. Juli 2025                       |

### Kollaboalben
| Jahr | Titel Musiklabel                        | Höchstplatzierung, Gesamtwochen, AuszeichnungChartplatzierungen (Jahr, Titel, Musiklabel, Platzierungen, Wochen, Auszeichnungen, Anmerkungen) | Höchstplatzierung, Gesamtwochen, AuszeichnungChartplatzierungen (Jahr, Titel, Musiklabel, Platzierungen, Wochen, Auszeichnungen, Anmerkungen) | Höchstplatzierung, Gesamtwochen, AuszeichnungChartplatzierungen (Jahr, Titel, Musiklabel, Platzierungen, Wochen, Auszeichnungen, Anmerkungen) | Anmerkungen                                                          |
| Jahr | Titel Musiklabel                        | DE | AT | CH | Anmerkungen                                                          |
| ---- | --------------------------------------- | --- | --- | --- | -------------------------------------------------------------------- |
| 2014 | High & hungrig Distri (Soulfood)        | DE9 (8 Wo.)DE | AT28 (1 Wo.)AT | CH36 (1 Wo.)CH | Erstveröffentlichung: 23. Mai 2014 mit Bonez MC                      |
| 2016 | High & hungrig 2 Auf!Keinen!Fall! (UMG) | DE1 Platin · (36 Wo.)DE | AT2 (6 Wo.)AT | CH2 (8 Wo.)CH | Erstveröffentlichung: 27. Mai 2016 Verkäufe: + 200.000; mit Bonez MC |
| 2023 | High & hungrig 3 Vertigo/Capitol (UMG)  | DE1 (28 Wo.)DE | AT1 (22 Wo.)AT | CH1 (15 Wo.)CH | Erstveröffentlichung: 27. April 2023 mit Bonez MC                    |

## Singles

### Als Leadmusiker
| Jahr | Titel Album                                | Höchstplatzierung, Gesamtwochen, AuszeichnungChartplatzierungen (Jahr, Titel, Album, Platzierungen, Wochen, Auszeichnungen, Anmerkungen) | Höchstplatzierung, Gesamtwochen, AuszeichnungChartplatzierungen (Jahr, Titel, Album, Platzierungen, Wochen, Auszeichnungen, Anmerkungen) | Höchstplatzierung, Gesamtwochen, AuszeichnungChartplatzierungen (Jahr, Titel, Album, Platzierungen, Wochen, Auszeichnungen, Anmerkungen) | Anmerkungen |
| Jahr | Titel Album                                | DE | AT | CH | Anmerkungen |
| --- | ------------------------------------------ | --- | --- | --- | --- |
| 2017 | 100k –                                     | — | — | — | Erstveröffentlichung: 29. Januar 2017 mit Bonez MC & Maxwell                                                              |
| 2017 | Mit den Jungz Sampler 4                    | DE11 Platin · (11 Wo.)DE | AT45 (3 Wo.)AT | CH62 (1 Wo.)CH | Erstveröffentlichung: 11. Juli 2017 Verkäufe: + 400.000; mit Bonez MC & LX                                                |
| 2018 | ¿ Was hast du gedacht ? Wolke 7            | DE5 (7 Wo.)DE | AT21 (3 Wo.)AT | CH29 (2 Wo.)CH | Erstveröffentlichung: 9. Februar 2018                                                                                     |
| 2018 | Drück drück Wolke 7                        | DE11 Gold · (11 Wo.)DE | AT29 (5 Wo.)AT | CH76 (2 Wo.)CH | Erstveröffentlichung: 30. März 2018 Verkäufe: + 200.000; feat. LX                                                         |
| 2018 | Was erlebt Wolke 7                         | DE3 (8 Wo.)DE | AT2 (6 Wo.)AT | CH18 (3 Wo.)CH | Erstveröffentlichung: 27. April 2018 feat. Bonez MC                                                                       |
| 2018 | ¿ Warum ? Wolke 7                          | DE4 Gold · (6 Wo.)DE | AT5 (5 Wo.)AT | CH14 (4 Wo.)CH | Erstveröffentlichung: 11. Mai 2018 Verkäufe: + 200.000                                                                    |
| 2018 | Über Nacht Wolke 7                         | DE6 (6 Wo.)DE | AT6 (4 Wo.)AT | CH22 (3 Wo.)CH | Erstveröffentlichung: 18. Mai 2018 feat. Bonez MC, Maxwell & Ufo361                                                       |
| 2019 | Vor der Tür Gzuz                           | DE4 Gold · (10 Wo.)DE | AT3 Gold · (6 Wo.)AT | CH16 (6 Wo.)CH | Erstveröffentlichung: 24. Dezember 2019 Verkäufe: + 215.000                                                               |
| 2020 | Donuts Gzuz                                | DE3 Gold · (8 Wo.)DE | AT1 Gold · (8 Wo.)AT | CH3 (6 Wo.)CH | Erstveröffentlichung: 24. Januar 2020 Verkäufe: + 215.000                                                                 |
| 2021 | Paradies Sampler 5                         | DE2 (7 Wo.)DE | AT4 (6 Wo.)AT | CH9 (4 Wo.)CH | Erstveröffentlichung: 22. Januar 2021 mit Bonez MC & Sa4                                                                  |
| 2021 | Keiner kann mich ficken! Sampler 5         | DE3 (4 Wo.)DE | AT12 (2 Wo.)AT | CH20 (2 Wo.)CH | Erstveröffentlichung: 26. Februar 2021                                                                                    |
| 2021 | Späti Große Freiheit                       | DE4 Gold · (30 Wo.)DE | AT10 (25 Wo.)AT | CH15 (11 Wo.)CH | Erstveröffentlichung: 15. Oktober 2021 Verkäufe: + 200.000                                                                |
| 2021 | Genau so eine Große Freiheit               | DE30 (4 Wo.)DE | — | CH42 (1 Wo.)CH | Erstveröffentlichung: 16. Dezember 2021 feat. Maxwell                                                                     |
| 2022 | Wenn ich will Große Freiheit               | DE2 (5 Wo.)DE | AT6 (3 Wo.)AT | CH16 (3 Wo.)CH | Erstveröffentlichung: 6. Januar 2022 feat. Bonez MC                                                                       |
| 2022 | 187 Allstars ‘22 –                         | DE3 (5 Wo.)DE | AT8 (3 Wo.)AT | CH14 (2 Wo.)CH | Erstveröffentlichung: 25. Februar 2022 mit Bonez MC, Maxwell, LX & Sa4                                                    |
| 2022 | Riesenjoints Nonstop: NXTGEN               | DE25 (1 Wo.)DE | AT44 (1 Wo.)AT | CH66 (1 Wo.)CH | Erstveröffentlichung: 1. April 2022 mit The Cratez & Veysel                                                               |
| 2023 | YumYum High & hungrig 3                    | DE5 (4 Wo.)DE | AT6 (4 Wo.)AT | CH15 (2 Wo.)CH | Erstveröffentlichung: 19. Januar 2023 mit Bonez MC                                                                        |
| 2023 | Sturkopf (mit ner Glock) High & hungrig 3  | DE4 (7 Wo.)DE | AT6 (5 Wo.)AT | CH21 (2 Wo.)CH | Erstveröffentlichung: 9. Februar 2023 mit Bonez MC                                                                        |
| 2023 | Abziehen High & hungrig 3                  | DE9 (4 Wo.)DE | AT15 (2 Wo.)AT | CH34 (1 Wo.)CH | Erstveröffentlichung: 2. März 2023 mit Bonez MC                                                                           |
| 2023 | Nix zu tun High & hungrig 3                | DE10 (5 Wo.)DE | AT14 (3 Wo.)AT | CH35 (1 Wo.)CH | Erstveröffentlichung: 16. März 2023 mit Bonez MC feat. Olexesh                                                            |
| 2023 | Tanzen (mit Handschellen) High & hungrig 3 | DE12 (4 Wo.)DE | AT9 (3 Wo.)AT | CH39 (1 Wo.)CH | Erstveröffentlichung: 5. April 2023 mit Bonez MC                                                                          |
| 2023 | Cinnamon Roll High & hungrig 3             | DE3 (9 Wo.)DE | AT1 (15 Wo.)AT | CH10 (4 Wo.)CH | Erstveröffentlichung: 20. April 2023 mit Bonez MC                                                                         |
| 2023 | Was macht Gzuz?! –                         | DE14 (2 Wo.)DE | AT33 (1 Wo.)AT | CH44 (1 Wo.)CH | Erstveröffentlichung: 21. Juli 2023 mit The Cratez                                                                        |
| 2024 | Noch ein Glas Freitag der 13.              | DE46 (2 Wo.)DE | AT64 (1 Wo.)AT | CH80 (1 Wo.)CH | Erstveröffentlichung: 28. März 2024                                                                                       |
| 2024 | G Wagon Freitag der 13.                    | DE30 (4 Wo.)DE | AT45 (1 Wo.)AT | CH66 (1 Wo.)CH | Erstveröffentlichung: 11. April 2024                                                                                      |
| 2024 | Motorsport Freitag der 13.                 | DE59 (1 Wo.)DE | — | — | Erstveröffentlichung: 2. Mai 2024 feat. LX                                                                                |
| 2024 | Riechst du das Freitag der 13.             | DE14 (4 Wo.)DE | AT32 (3 Wo.)AT | CH49 (1 Wo.)CH | Erstveröffentlichung: 23. Mai 2024 feat. Bausa                                                                            |
| 2024 | Unerlaubtes Fahren Freitag der 13.         | DE44 (2 Wo.)DE | AT59 (1 Wo.)AT | CH91 (1 Wo.)CH | Erstveröffentlichung: 6. Juni 2024 feat. Bonez MC                                                                         |
| 2024 | Frisch aus der Trap Freitag der 13.        | DE47 (1 Wo.)DE | — | — | Erstveröffentlichung: 19. Juni 2024 feat. Bonez MC                                                                        |
| 2024 | Leben wie ein Spielfilm –                  | DE— aDE | — | — | Erstveröffentlichung: 30. August 2024 mit Haftbefehl & Milonair                                                           |
| 2024 | King of GerMMAny –                         | DE19 (1 Wo.)DE | — | — | Erstveröffentlichung: 17. Oktober 2024                                                                                    |
| 2025 | Kreidebleich –                             | DE64 (1 Wo.)DE | — | — | Erstveröffentlichung: 6. März 2025                                                                                        |
| 2025 | Bengel Scherbenhaus                        | DE51 (1 Wo.)DE | — | — | Erstveröffentlichung: 24. April 2025                                                                                      |
| 2025 | 5 Sterne GTA Scherbenhaus                  | DE88 (1 Wo.)DE | — | — | Erstveröffentlichung: 29. Mai 2025                                                                                        |
| 2025 | Knacks Scherbenhaus                        | DE74 (… Wo.)DE | — | — | Erstveröffentlichung: 19. Juni 2025                                                                                       |
| Folgende Lieder erschienen nicht als Single, wurden aber durch das Album zum Download und Streaming bereitgestellt und konnten somit eine Platzierung erlangen: |                                            | | | | |
| |                                            | | | | |
| 2016 | Blättchen und Ganja High & hungrig 2       | DE60 Gold · (1 Wo.)DE | — | — | Charteinstieg: 3. Juni 2016 Verkäufe: + 200.000; mit Bonez MC                                                             |
| 2016 | Optimal High & hungrig 2                   | DE61 Gold · (2 Wo.)DE | — | — | Videoauskopplung: 26. März 2016 Charteinstieg: 3. Juni 2016 Verkäufe: + 200.000; feat. LX                                 |
| 2016 | Alles okay High & hungrig 2                | DE71 (1 Wo.)DE | — | — | Charteinstieg: 3. Juni 2016 feat. Kontra K                                                                                |
| 2016 | Meine Couch High & hungrig 2               | DE73 (1 Wo.)DE | — | — | Charteinstieg: 3. Juni 2016 mit Bonez MC                                                                                  |
| 2016 | Intro High & hungrig 2                     | DE75 (1 Wo.)DE | — | — | Charteinstieg: 3. Juni 2016 mit Bonez MC                                                                                  |
| 2016 | Wolke 7 High & hungrig 2                   | DE78 (1 Wo.)DE | — | — | Charteinstieg: 3. Juni 2016 mit Bonez MC                                                                                  |
| 2016 | Model High & hungrig 2                     | DE85 (1 Wo.)DE | — | — | Charteinstieg: 3. Juni 2016 mit Bonez MC feat. Maxwell                                                                    |
| 2016 | Rum Cola High & hungrig 2                  | DE87 (1 Wo.)DE | — | — | Charteinstieg: 3. Juni 2016 mit Bonez MC                                                                                  |
| 2016 | Das Gefühl High & hungrig 2                | DE89 (1 Wo.)DE | — | — | Charteinstieg: 3. Juni 2016 mit Bonez MC                                                                                  |
| 2016 | 10 Jahre 187 Allstars EP                   | DE24 Gold · (9 Wo.)DE | — | CH52 (1 Wo.)CH | Charteinstieg: 23. Dezember 2016 Videoauskopplung: 29. Dezember 2016 Verkäufe: + 200.000; mit Bonez MC, Maxwell, LX & Sa4 |
| 2016 | Großes Kaliber 187 Allstars EP             | DE40 (1 Wo.)DE | — | — | Charteinstieg: 23. Dezember 2016 mit Bonez MC feat. Kontra K                                                              |
| 2016 | Lebenslauf 187 Allstars EP                 | DE53 (1 Wo.)DE | — | — | Charteinstieg: 23. Dezember 2016 mit Bonez MC                                                                             |
| 2016 | Meine Sprache 187 Allstars EP              | DE60 (1 Wo.)DE | — | CH94 (1 Wo.)CH | Charteinstieg: 23. Dezember 2016 mit Bonez MC & Sa4 feat. RAF Camora                                                      |
| 2017 | Millionär Sampler 4                        | DE2 ×3Dreifachgold · (18 Wo.)DE | AT29 (7 Wo.)AT | CH32 (6 Wo.)CH | Charteinstieg: 21. Juli 2017 Verkäufe: + 600.000; mit Bonez MC                                                            |
| 2017 | High Life Sampler 4                        | DE30 Gold · (5 Wo.)DE | AT67 (2 Wo.)AT | — | Charteinstieg: 21. Juli 2017 Verkäufe: + 200.000; mit Bonez MC & Maxwell feat. RAF Camora                                 |
| 2017 | Sitzheizung Sampler 4                      | DE35 Gold · (5 Wo.)DE | — | — | Charteinstieg: 21. Juli 2017 Verkäufe: + 200.000; mit Bonez MC                                                            |
| 2017 | 100er Batzen Sampler 4                     | DE45 (4 Wo.)DE | — | — | Charteinstieg: 21. Juli 2017 Videoauskopplung: 8. August 2017 mit Sa4, Bonez MC & LX                                      |
| 2017 | Zeit ist Geld Sampler 4                    | DE61 (2 Wo.)DE | — | — | Charteinstieg: 21. Juli 2017 mit Bonez MC & Sa4                                                                           |
| 2017 | Was ist passiert?! Sampler 4               | DE72 (2 Wo.)DE | — | — | Charteinstieg: 21. Juli 2017 mit Bonez MC & LX                                                                            |
| 2017 | Ballermann Sampler 4                       | DE81 (2 Wo.)DE | — | — | Charteinstieg: 21. Juli 2017 mit LX & Bonez MC                                                                            |
| 2018 | Wolke 7                                    | DE9 (4 Wo.)DE | AT10 (3 Wo.)AT | CH21 (2 Wo.)CH | Charteinstieg: 1. Juni 2018                                                                                               |
| 2018 | Nur mit den Echten Wolke 7                 | DE27 (3 Wo.)DE | AT27 (2 Wo.)AT | — | Charteinstieg: 1. Juni 2018 feat. Trettmann                                                                               |
| 2018 | Halftime Wolke 7                           | DE36 (2 Wo.)DE | AT47 (1 Wo.)AT | — | Charteinstieg: 1. Juni 2018                                                                                               |
| 2018 | Niemals satt Wolke 7                       | DE38 (2 Wo.)DE | AT48 (1 Wo.)AT | — | Charteinstieg: 1. Juni 2018                                                                                               |
| 2018 | Träume Wolke 7                             | DE46 (1 Wo.)DE | AT58 (1 Wo.)AT | — | Charteinstieg: 1. Juni 2018                                                                                               |
| 2018 | Bis dass der Tod uns scheidet Wolke 7      | DE55 (1 Wo.)DE | AT66 (1 Wo.)AT | — | Charteinstieg: 1. Juni 2018                                                                                               |
| 2018 | Neuer Tag neues Drama Wolke 7              | DE57 (1 Wo.)DE | AT65 (1 Wo.)AT | — | Charteinstieg: 1. Juni 2018                                                                                               |
| 2018 | Diskutieren?! Wolke 7                      | DE61 (1 Wo.)DE | — | — | Charteinstieg: 1. Juni 2018                                                                                               |
| 2020 | Verkackt Gzuz                              | DE7 (4 Wo.)DE | AT7 (4 Wo.)AT | CH22 (3 Wo.)CH | Charteinstieg: 21. Februar 2020 feat. Bonez MC                                                                            |
| 2020 | Kriminell Gzuz                             | — | — | CH58 (1 Wo.)CH | Charteinstieg: 23. Februar 2020 feat. Bonez MC & Gallo Nero                                                               |
| 2020 | Ausgezahlt Gzuz                            | — | AT34 (1 Wo.)AT | — | Charteinstieg: 28. Februar 2020 feat. RAF Camora                                                                          |
| 2021 | Alles nach Plan Sampler 5                  | DE5 (7 Wo.)DE | AT4 (6 Wo.)AT | CH14 (3 Wo.)CH | Charteinstieg: 21. Mai 2021 mit Maxwell & Bonez MC                                                                        |
| 2021 | Täter intensiv Sampler 5                   | — | AT26 (1 Wo.)AT | CH55 (1 Wo.)CH | Charteinstieg: 23. Mai 2021 mit Bonez MC feat. Temsa7                                                                     |
| 2022 | Alles black Große Freiheit                 | DE8 (4 Wo.)DE | AT6 (4 Wo.)AT | CH16 (3 Wo.)CH | Charteinstieg: 21. Januar 2022 feat. RAF Camora & Luciano                                                                 |
| 2023 | Babylon High & hungrig 3                   | DE9 (4 Wo.)DE | AT6 (4 Wo.)AT | CH12 (3 Wo.)CH | Charteinstieg: 5. Mai 2023 mit Bonez MC                                                                                   |
| 2023 | 40 Jahre High & hungrig 3                  | DE— bDE | AT23 (2 Wo.)AT | CH52 (1 Wo.)CH | Charteinstieg: 7. Mai 2023 mit Bonez MC                                                                                   |
| 2024 | Lindenberg Freitag der 13.                 | DE— cDE | — | — | Charteinstieg: 21. Juni 2024                                                                                              |

### Als Gastmusiker
| Jahr | Titel Album                                        | Höchstplatzierung, Gesamtwochen, AuszeichnungChartplatzierungen (Jahr, Titel, Album, Platzierungen, Wochen, Auszeichnungen, Anmerkungen) | Höchstplatzierung, Gesamtwochen, AuszeichnungChartplatzierungen (Jahr, Titel, Album, Platzierungen, Wochen, Auszeichnungen, Anmerkungen) | Höchstplatzierung, Gesamtwochen, AuszeichnungChartplatzierungen (Jahr, Titel, Album, Platzierungen, Wochen, Auszeichnungen, Anmerkungen) | Anmerkungen |
| Jahr | Titel Album                                        | DE | AT | CH | Anmerkungen |
| --- | -------------------------------------------------- | --- | --- | --- | --- |
| 2016 | Ahnma Advanced Chemistry                           | DE8 ×3Dreifachgold · (39 Wo.)DE | AT55 (4 Wo.)AT | CH65 (1 Wo.)CH | Erstveröffentlichung: 3. Juni 2016 Verkäufe: + 600.000; Beginner feat. Gzuz & Gentleman                        |
| 2016 | Mörder Palmen aus Plastik                          | DE20 ×3Dreifachgold · (25 Wo.)DE | AT67 (1 Wo.)AT | — | Erstveröffentlichung: 8. September 2016 Verkäufe: + 600.000; Bonez MC & RAF Camora feat. Gzuz                  |
| 2017 | Für die Gang Ich bin 3 Berliner                    | DE30 Gold · (7 Wo.)DE | — | CH78 (1 Wo.)CH | Erstveröffentlichung: 29. März 2017 Verkäufe: + 200.000; Ufo361 feat. Gzuz                                     |
| 2017 | Kontrollieren Anthrazit                            | DE11 Platin · (32 Wo.)DE | AT32 Gold · (7 Wo.)AT | CH46 Gold · (4 Wo.)CH | Erstveröffentlichung: 24. April 2017 Verkäufe: + 425.000; RAF Camora feat. Bonez MC, Gzuz & Maxwell            |
| 2017 | Knöcheltief #DIY                                   | DE31 Platin · (30 Wo.)DE | — | — | Erstveröffentlichung: 2. August 2017 Verkäufe: + 400.000; Trettmann feat. Gzuz                                 |
| 2017 | Schnell machen Neue deutsche Quelle                | DE11 (6 Wo.)DE | AT25 (2 Wo.)AT | CH36 (2 Wo.)CH | Erstveröffentlichung: 12. Oktober 2017 Sa4 feat. Bonez MC & Gzuz                                               |
| 2018 | Setz dich Erde & Knochen                           | DE22 (4 Wo.)DE | AT67 (1 Wo.)AT | — | Erstveröffentlichung: 27. April 2018 Kontra K feat. AK Ausserkontrolle & Gzuz                                  |
| 2018 | Kokain Palmen aus Plastik 2                        | DE1 ×3Dreifachgold · (27 Wo.)DE | AT1 Gold · (34 Wo.)AT | CH3 (9 Wo.)CH | Erstveröffentlichung: 14. September 2018 Verkäufe: + 615.000; Bonez MC & RAF Camora feat. Gzuz                 |
| 2018 | Uff Fuego                                          | DE3 Gold · (20 Wo.)DE | AT3 (12 Wo.)AT | CH7 Gold · (5 Wo.)CH | Erstveröffentlichung: 21. September 2018 Verkäufe: + 210.000; Veysel feat. Gzuz                                |
| 2018 | Standard KitschKrieg                               | DE1 Platin · (29 Wo.)DE | AT2 Gold · (23 Wo.)AT | CH18 (11 Wo.)CH | Erstveröffentlichung: 19. Oktober 2018 Verkäufe: + 415.000; KitschKrieg feat. Trettmann, Gringo, Ufo361 & Gzuz |
| 2018 | HaifischNikez Allstars Leak EP                     | DE3 Gold · (11 Wo.)DE | AT5 (10 Wo.)AT | CH9 (5 Wo.)CH | Erstveröffentlichung: 28. Dezember 2018 Verkäufe: + 200.000; LX & Maxwell feat. Bonez MC, Gzuz & Sa4           |
| 2019 | Perdono Obststand 2                                | DE6 (4 Wo.)DE | AT8 (3 Wo.)AT | CH14 (2 Wo.)CH | Erstveröffentlichung: 10. Mai 2019 LX & Maxwell feat. Gzuz & Gallo Nero                                        |
| 2019 | Immer auf der Straße Je m’appelle Kriminell        | DE38 (1 Wo.)DE | AT46 (1 Wo.)AT | CH69 (1 Wo.)CH | Erstveröffentlichung: 17. Mai 2019 18 Karat feat. Gzuz                                                         |
| 2019 | 100 Round Drum Obststand 2                         | DE24 (2 Wo.)DE | AT31 (2 Wo.)AT | CH84 (1 Wo.)CH | Erstveröffentlichung: 25. Juni 2019 LX & Maxwell feat. Bonez MC, Gzuz & Sa4                                    |
| 2019 | Du weißt Trettmann                                 | DE15 (7 Wo.)DE | AT19 (5 Wo.)AT | CH45 (4 Wo.)CH | Erstveröffentlichung: 2. August 2019 Trettmann & KitschKrieg feat. Gzuz                                        |
| 2020 | All Dem Talk –                                     | DE25 (2 Wo.)DE | AT21 (1 Wo.)AT | CH16 (2 Wo.)CH | Erstveröffentlichung: 26. Juni 2020 Noizy feat. Gzuz & Dutchavelli                                             |
| 2020 | Kollektiv Inhale/Exhale                            | DE5 (4 Wo.)DE | AT9 (2 Wo.)AT | CH23 (2 Wo.)CH | Erstveröffentlichung: 5. November 2020 LX feat. Gzuz                                                           |
| 2021 | Polizei Rebell Army                                | DE14 (3 Wo.)DE | AT23 (2 Wo.)AT | CH23 (2 Wo.)CH | Erstveröffentlichung: 17. September 2021 KC Rebell feat. Gzuz                                                  |
| 2022 | GMO –                                              | DE29 (1 Wo.)DE | AT62 (1 Wo.)AT | CH69 (1 Wo.)CH | Erstveröffentlichung: 7. April 2022 LX feat. Gzuz                                                              |
| 2022 | Taxi Palmen aus Plastik 3                          | DE3 (9 Wo.)DE | AT3 (10 Wo.)AT | CH3 (6 Wo.)CH | Erstveröffentlichung: 2. September 2022 Bonez MC & RAF Camora feat. Gzuz                                       |
| 2022 | Dicka was –                                        | DE— dDE | — | — | Erstveröffentlichung: 29. September 2022 Ramo feat. Gzuz                                                       |
| 2022 | So High –                                          | DE— eDE | — | — | Erstveröffentlichung: 1. Dezember 2022 LX feat. Gzuz                                                           |
| 2023 | 2 Germans Seductive                                | DE7 (4 Wo.)DE | AT9 (4 Wo.)AT | CH7 (3 Wo.)CH | Erstveröffentlichung: 26. Oktober 2023 Luciano feat. Gzuz                                                      |
| 2024 | Kokaina 2.0 –                                      | — | — | CH45 (4 Wo.)CH | Erstveröffentlichung: 7. Juni 2024 Don Xhoni feat. Gzuz                                                        |
| 2024 | Bad –                                              | DE30 (1 Wo.)DE | AT46 (1 Wo.)AT | CH69 (1 Wo.)CH | Erstveröffentlichung: 10. Oktober 2024 Bonez MC feat. Gzuz                                                     |
| 2024 | Allstars 2024 Dopeboy Dreams                       | DE87 (1 Wo.)DE | — | — | Erstveröffentlichung: 19. Dezember 2024 LX feat. AchtVier, Bonez MC, Gzuz, Maxwell & Sa4                       |
| Folgende Lieder erschienen nicht als Single, wurden aber durch das Album zum Download und Streaming bereitgestellt und konnten somit eine Platzierung erlangen: |                                                    | | | | |
| |                                                    | | | | |
| 2016 | Skimaske Palmen aus Plastik                        | DE45 (3 Wo.)DE | — | — | Charteinstieg: 16. September 2016 Bonez MC & RAF Camora feat. Gzuz                                             |
| 2016 | Skandale Tannen aus Plastik                        | DE25 Gold · (6 Wo.)DE | — | CH48 (1 Wo.)CH | Charteinstieg: 23. Dezember 2016 Verkäufe: + 200.000; Bonez MC & RAF Camora feat. Gzuz                         |
| 2017 | Es rollt Kohldampf                                 | DE82 (1 Wo.)DE | — | — | Charteinstieg: 31. März 2017 Maxwell feat. Tory Lanez & Gzuz                                                   |
| 2017 | Gezogen, gezielt, geschossen, getroffen! Kohldampf | DE98 (1 Wo.)DE | — | — | Charteinstieg: 31. März 2017 Maxwell feat. Gzuz                                                                |
| 2017 | 38 Thronfolger                                     | DE82 (1 Wo.)DE | — | — | Videoauskopplung: 1. September 2017 Charteinstieg: 8. September 2017 Kalim feat. Gzuz & Gringo                 |
| 2017 | Paff paff weiter 2 Blyat                           | DE59 (1 Wo.)DE | — | CH77 (1 Wo.)CH | Charteinstieg: 6. Oktober 2017 Capital Bra feat. Gzuz                                                          |
| 2017 | Allstars Neue deutsche Quelle                      | DE15 (3 Wo.)DE | AT40 (1 Wo.)AT | CH61 (1 Wo.)CH | Videoauskopplung: 10. November 2017 Charteinstieg: 17. November 2017 Sa4 feat. Maxwell, Gzuz, LX & Bonez MC    |
| 2017 | Die Straße ein Teil Eiskalt                        | DE54 (1 Wo.)DE | — | — | Charteinstieg: 24. November 2017 Luciano feat. Gzuz                                                            |
| 2017 | Waffen Anthrazit RR                                | DE21 Gold · (11 Wo.)DE | AT45 (7 Wo.)AT | CH47 (1 Wo.)CH | Charteinstieg: 22. Dezember 2017 Verkäufe: + 200.000 RAF Camora feat. Bonez MC, Gzuz & Ufo361                  |
| 2018 | Erober die Welt 808                                | DE51 (1 Wo.)DE | AT33 (1 Wo.)AT | CH79 (1 Wo.)CH | Charteinstieg: 20. April 2018 Ufo361 feat. Gzuz & RAF Camora                                                   |
| 2019 | Schicker Schlitten Obststand 2                     | DE94 (1 Wo.)DE | — | — | Charteinstieg: 5. Juli 2019 LX & Maxwell feat. Gzuz                                                            |
| 2020 | 187 Gang Hollywood                                 | DE52 (3 Wo.)DE | AT38 (4 Wo.)AT | — | Charteinstieg: 2. Oktober 2020 Bonez MC feat. Gzuz, Maxwell, LX & Sa4                                          |
| 2020 | Grabstein Hollywood                                | DE— fDE | — | — | Charteinstieg: 2. Oktober 2020 Bonez MC feat. Gzuz                                                             |
| 2021 | Die Straße lebt Hrrr                               | DE33 (1 Wo.)DE | AT63 (1 Wo.)AT | CH94 (1 Wo.)CH | Charteinstieg: 19. Februar 2021 Xatar feat. Bonez MC, Gzuz & Almany                                            |
| 2021 | Ready Stay High                                    | — | AT47 (1 Wo.)AT | CH70 (1 Wo.)CH | Charteinstieg: 9. Mai 2021 Ufo361 feat. Gzuz                                                                   |
| 2025 | Fuffi im Tank Dumm aber doppelt                    | DE80 (… Wo.)DE | — | — | Charteinstieg: 25. Juli 2025 Bonez MC & LX feat. Gzuz                                                          |

## Musikvideos
- 2008: Erster Track
- 2009: Unlimited (mit AchtVier)
- 2010: 187 Allstars
- 2010: St. Pauli Anthem
- 2010: Meine Sache (mit Bonez MC)
- 2010: Kind geblieben (mit Bonez MC)
- 2010: Liebe meines Lebens (mit Mosh36 & Bonez MC)
- 2010: Kopf durch die Wand (187 Strassenbande)
- 2010: Gzuz 187 (AllTimeClassic)
- 2013: 187 Allstars 2013 (feat. Kontra K & Faruk111)
- 2014: Wer wir sind (mit Bonez MC)
- 2014: Guck mich um
- 2014: Schnapp! (feat. LX)
- 2014: Dagegen (mit Bonez MC)
- 2014: Gefährlich (mit Bonez MC)
- 2014: 187 Allstars 2014
- 2015: Kein Problem (mit Hanybal)
- 2015: Haifisch Nikez (LX & Maxwell feat. Gzuz)
- 2015: 32 Bars
- 2015: CL500
- 2015: Es rollt wieder (mit Bonez MC)
- 2015: Ebbe & Flut (feat. Xatar und Hanybal)
- 2015: Rückspiegel (mit Kontra K)
- 2015: 9mm (mit Bonez MC)
- 2015: Kriminell (mit Bonez MC)
- 2016: Prollz (mit Maxwell; DE: Gold)
- 2016: Optimal (mit LX)
- 2016: Intro (High & hungrig 2) (mit Bonez MC)
- 2016: Meine Couch (High & hungrig 2) (mit Bonez MC)
- 2016: Ahnma (Beginner feat. Gzuz & Gentleman)
- 2016: Paff Paff & weiter (mit Capital Bra)
- 2016: Mörder (Bonez MC & RAF Camora feat. Gzuz)
- 2016: 10 Jahre (mit Bonez MC, Maxwell, LX & Sa4)
- 2017: Für die Gang (Ufo361 feat. Gzuz)
- 2017: Kontrollieren (RAF Camora feat. Bonez MC, Gzuz & Maxwell)
- 2017: Mit den Jungz (187 Strassenbande)
- 2017: 100er Batzen (187 Strassenbande)
- 2017: 38 (Kalim feat. Gzuz & Gringo)
- 2017: Allstars (Sa4 feat. Bonez MC, Gzuz, LX & Maxwell)
- 2018: ¿ Was hast du gedacht ? (als Worldstarhiphop Exclusive)
- 2018: Drück drück (feat. LX)
- 2018: Setz dich (Kontra K feat. AK Ausserkontrolle & Gzuz)
- 2018: ¿ Warum ? (als Worldstarhiphop Exclusive)
- 2018: Yayo (Bozza feat. Gzuz)
- 2018: Kokain (Bonez MC & RAF Camora feat. Gzuz)
- 2018: Uff (Veysel feat. Gzuz)
- 2018: Standard (KitschKrieg feat. Trettmann, Gringo, Ufo361 & Gzuz)
- 2018: Haifischnikez Allstars (LX & Maxwell feat. Bonez MC, Gzuz & Sa4)
- 2019: Perdono (LX & Maxwell feat. Gzuz & Gallo Nero)
- 2019: Vor der Tür
- 2020: Donuts
- 2020: All Dem Talk (Noizy feat. Gzuz & Dutchavelli)
- 2020: Kollektiv (LX feat. Gzuz)
- 2021: Paradies (mit Bonez MC & Sa4)
- 2021: Keiner kann mich ficken!
- 2021: Polizei (KC Rebell feat. Gzuz)
- 2021: Späti
- 2021: Genau so eine (feat. Maxwell)
- 2022: Wenn ich will (feat. Bonez MC)
- 2022: 187 Allstars ‘22 (mit Bonez MC, Maxwell, LX & Sa4)
- 2022: GMO (LX feat. Gzuz)
- 2022: Gostoso (mit Cakal)
- 2022: Taxi (Bonez MC & RAF Camora feat. Gzuz)
- 2023: YumYum (mit Bonez MC)
- 2023: Sturkopf (mit ner Glock) (mit Bonez MC)

## Sonderveröffentlichungen
Samplerbeiträge
- 2015: CL500 auf Juice CD #131 (DE: Platin)
- 2016: Optimal auf Juice CD #133 (mit LX)
- 2016: Diemak auf Juice CD #133 (mit Kontra K & Bonez MC)

## Statistik

### Chartauswertung
|                     | DE    | AT    | CH    |
| ------------------- | ----- | ----- | ----- |
| Nummer-eins-Alben   | DE6DE | AT3AT | CH1CH |
| Top-10-Alben        | DE9DE | AT8AT | CH8CH |
| Alben in den Charts | DE9DE | AT9AT | CH9CH |

|                       | DE     | AT     | CH     |
| --------------------- | ------ | ------ | ------ |
| Nummer-eins-Singles   | DE2DE  | AT3AT  | CH—CH  |
| Top-10-Singles        | DE31DE | AT26AT | CH8CH  |
| Singles in den Charts | DE99DE | AT67AT | CH63CH |

### Auszeichnungen für Musikverkäufe
Goldene Schallplatte
- Deutschland
  - 2022: für das Lied Schnapp! (feat. LX)

Anmerkung: Auszeichnungen in Ländern aus den Charttabellen bzw. Chartboxen sind in ebendiesen zu finden.
| Land/RegionAuszeichnungen für Musikverkäufe (Land/Region, Auszeichnungen, Verkäufe, Quellen) | Gold       | Platin       | Verkäufe  | Quellen                    |
| -------------------------------------------------------------------------------------------- | ---------- | ------------ | --------- | -------------------------- |
| Deutschland (BVMI)                                                                           | 22× Gold22 | 11× Platin11 | 8.300.000 | musikindustrie.de          |
| Österreich (IFPI)                                                                            | 5× Gold5   | —            | 75.000    | ifpi.at                    |
| Schweiz (IFPI)                                                                               | 2× Gold2   | —            | 20.000    | hitparade.ch musikwoche.de |
| Insgesamt                                                                                    | 29× Gold29 | 11× Platin11 |           |                            |